# 이광윤묘
이광윤묘(李光輪墓)는 충청남도 홍성군 장계면 옥계리에 있는 조선시대의 무덤이다. 1977년 7월 4일 충청남도의 기념물 제17호로 지정되었다.

## 개요
이광윤은 고려 문절공 이행(李行)의 6대손으로, 호는 중임(仲任)이며 명종2년(1546) 충청남도 청양에서 태어났다.
천성이 인자하고 의리를 존중하며 효로서 부모를 봉양하더니 33세가 되던 해 효행으로 추천을 받아 생원시에 응시하여 문소전참봉이 되었으나 사양하였다. 임진왜란이 일어나 왜적이 부산과 동래를 함락하고 북쪽으로 쳐들어오자 친척과 친구, 동네의 장정들 300여 명을 모아 청주 작전에 참가하였다. 청주성 탈환작전에서 승려인 영규대사와 합세하여 성을 포위하고 격전을 벌여 마침내 청주성을 탈환하였다.
승전의 기세로 금산지역으로 향했으나 이미 주둔하고 있던 왜적의 습격을 받아 전원이 전사하였다. 그후 사헌부집의라는 벼슬에 봉해지고 정려(旌閭:충신, 효자, 열녀 등을 표창하기 위해 그 동네에 세우던 문)를 세우라는 명을 받았으며, 헌종 6년에는 자헌대부 이조판서 겸 지의금부사, 오위도총부 도총관으로 벼슬이 높여졌다.
충청남도 홍성군 장곡면 옥계리에 정려문과 묘소가 있으며, 묘소에는 묘비와 상석 등이 세워져 있다.

## 참고 자료
- 이광윤묘 - 국가유산청 국가유산포털